# Portatovallons

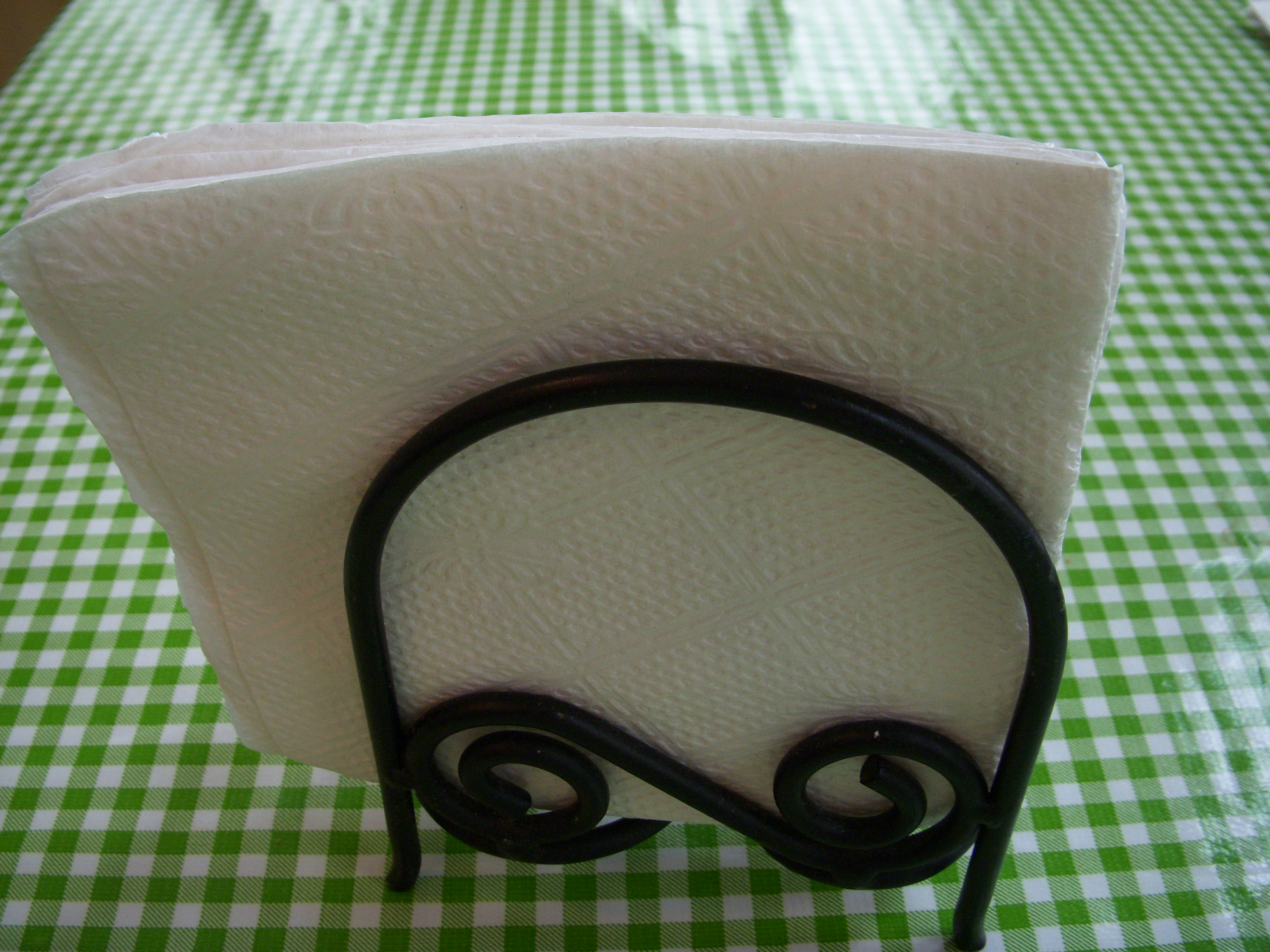
Tovallonera vertical.

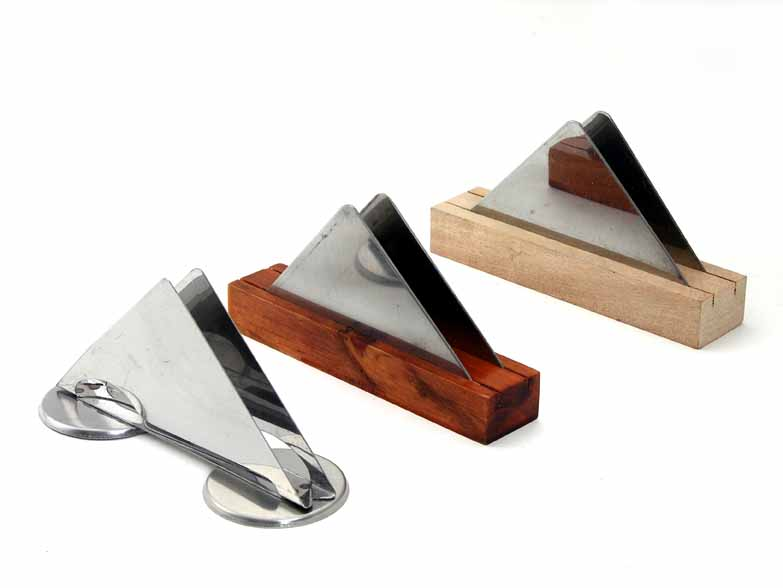
Tovalloneres base de fusta i d'acer triangulars.

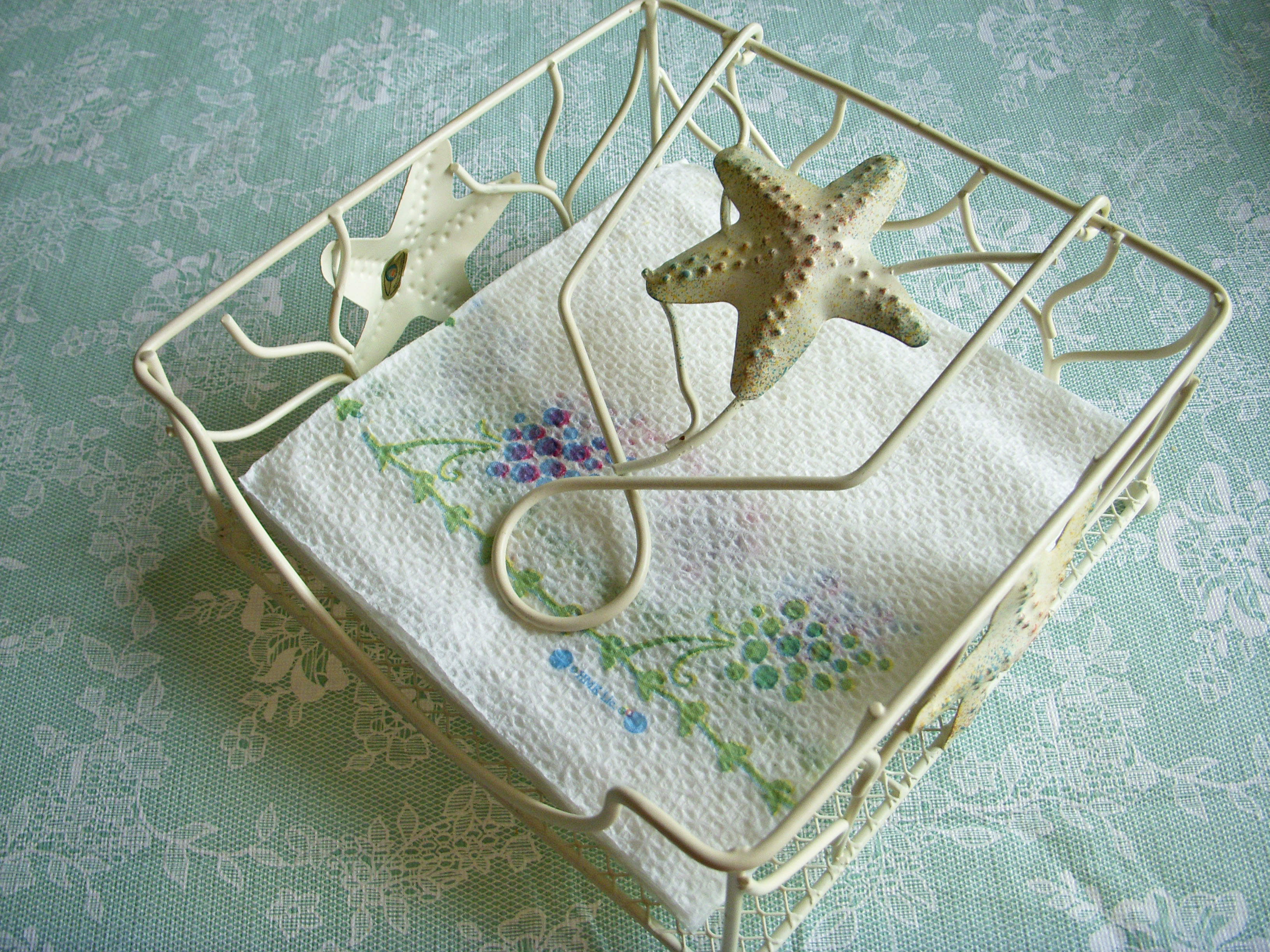
Tovallonera horitzontal.

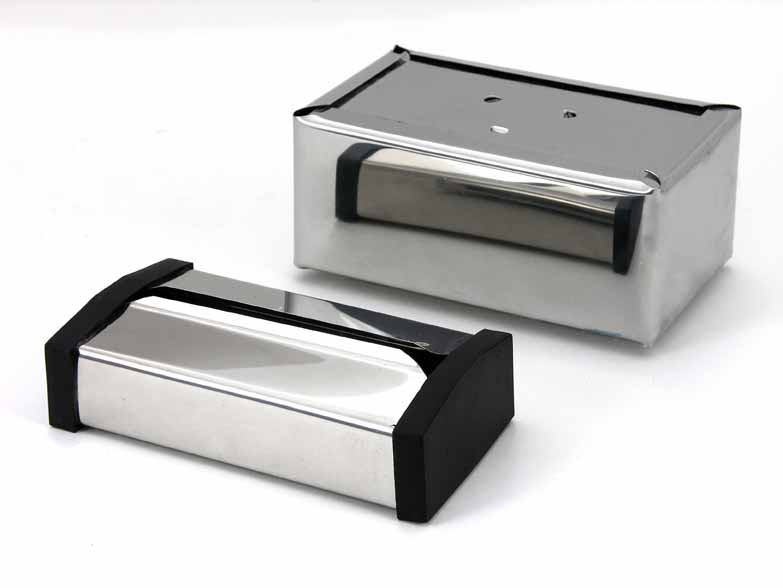
Tovallonera automàtica.

El  portatovallons  o  tovallonera  és un utensili utilitzat per contenir o guardar tovallons.
Les  tovalloneres  per a tovallons de paper es col·loquen sobre la taula perquè els comensals es vagin servint. Alguns compten amb una molla posterior que provoca que el tovalló estigui sempre disponible al capdavant. Altres tenen una sortida superior per la qual s'extreuen els tovallons. La disposició alterna dels tovallons en el mall fa que en extreure'n un, l'extrem del següent apunti per la ranura.
Les  tovalloneres verticals consisteixen en un suport metàl·lic o d'un altre material en el qual els tovallons són introduïts a pressió. D'aquesta manera, queden sempre alçats i ocupen un espai reduït. També hi ha  tovalloneres  horitzontals que consisteixen en una cistella oberta per dalt que compta amb un pes basculant per mantenir-los al seu lloc. En aquest cas, els tovallons es recolzen un damunt de l'altre. Poden ser de metall, de plàstic o de fusta, entre altres materials.
Les tovalloneres automàtiques són un tipus de  tovalloneres  que mitjançant d'un ressort o mitjançant el plec del tovalló sempre romanen preparats per treure'n un altre.
Les tovalloneres triangulars són els més utilitzats en els bars, ja que en ser d'acer inoxidable permeten la seva fàcil neteja i en ser de dimensions reduïdes ocupen poc espai a la taula.

## Tovalloneres d'argolla
Les  tovalloneres  per a tovallons de tela solen consistir en un cèrcol pel qual s'introdueix aquest doblegat per guardar-lo. Solen col·locar sobre els plats o al costat d'aquests en el moment de parar taula. Es fabriquen en gran varietat de dissenys i materials: fusta, metall, plàstic, etc.
A la llar, utilitzar  argolles  de diferents formes o colors permet identificar el tovalló de cada comensal.